# Cemitério de impérios

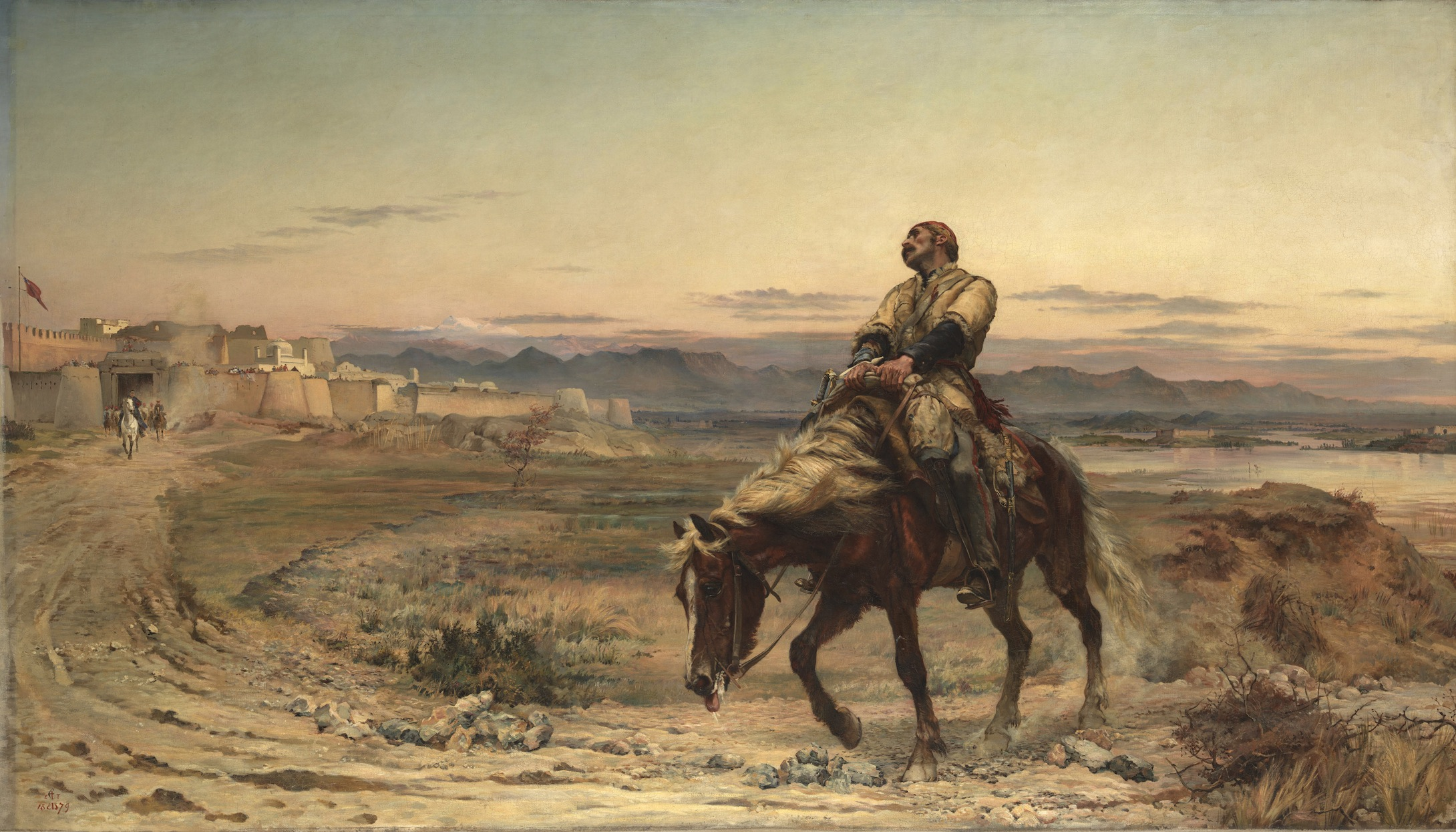
Remnants of an Army, representando a retirada britânica de 1842, apresenta uma imagem comumente associada a expressão.

Cemitério dos Impérios (em inglês:  Graveyard of Empires) é uma expressão associada ao Afeganistão. A expressão ou apelido origina-se da tendência histórica de que as potências estrangeiras frequentemente falham e caem durante e após suas invasões do Afeganistão. Não está claro quem cunhou a frase e sua exatidão histórica tem sido contestada.

## Contexto
Durante a história do Afeganistão, várias superpotências tentaram invadir o Afeganistão sem manter um domínio estável e permanente. Exemplos modernos incluem o Império Britânico durante a primeira e a terceira guerras anglo-afegãs (1839–1842, 1919), a União Soviética na Guerra Soviético-Afegã (1979–1989) e os Estados Unidos na Guerra do Afeganistão (2001–2021). A dificuldade em invadir o Afeganistão foi atribuída à prevalência de qalats semelhantes a fortalezas, os desertos, o terreno montanhoso do Afeganistão, seu inverno rigoroso e sua "inexpugnável lealdade ao clã" e apoio de países vizinhos como o Paquistão, onde invasores estrangeiros foram incapazes ou não tiveram permissão de cruzar para tais nações para destruir seus santuários inimigos.

## Uso
O antropólogo Thomas Barfield observou que a narrativa do Afeganistão como uma nação invencível foi usada pelo próprio Afeganistão para dissuadir invasores. Em outubro de 2001, durante a invasão do Afeganistão pelos Estados Unidos, o fundador e líder do Talibã, Mohammed Omar, ameaçou os Estados Unidos com o mesmo destino do Império Britânico e da União Soviética. O presidente dos Estados Unidos, Joe Biden, referiu-se ao apelido ao proferir uma declaração pública após a queda de Cabul em 2021 como evidência de que nenhum compromisso adicional da presença militar norte-americana consolidaria a República Islâmica do Afeganistão contra o Talibã.

## Crítica
O correspondente estrangeiro do The New York Times, Rod Nordland, afirmou que "na verdade, nenhum grande império pereceu apenas por causa do Afeganistão". O lecturer do Joint Services Command and Staff College, Patrick Porter, chamou a atribuição de "uma extrapolação falsa de algo que é verdadeiro - que há dificuldade tática e estratégica."
Thomas Barfield apontou que "por 2.500 anos o Afeganistão sempre fez parte do império de alguém, começando com o Império Persa no século V a.C.". Seguindo o domínio persa, Alexandre o Grande, o Império Máuria, os mongóis, Timur e Babur do Império Mughal, todos usaram o Afeganistão como base para sua expansão. O Império Britânico não foi destruído após a Terceira Guerra Anglo-Afegã, e a queda do Império Britânico foi mais comumente atribuída à Segunda Guerra Mundial. Embora a Guerra Soviético-Afegã tenha sido um fator importante na dissolução da União Soviética, a oposição no Afeganistão só foi possível com ajuda dos Estados Unidos, Reino Unido, Paquistão, Arábia Saudita e China. Além disso, há razões para acreditar que a União Soviética teria entrado em colapso independentemente da campanha. No entanto, a narrativa permitiu o argumento da analogia e as alegações de "a história se repetindo", que se provou popular entre os autores e comentaristas.

## Nota
- Este artigo foi inicialmente traduzido, total ou parcialmente, do artigo da Wikipédia em inglês cujo título é «Graveyard of empires».